# Седријано
Седријано (итал. Sedriano) је насеље у Италији у округу Милано, региону Ломбардија.
Према процени из 2011. у насељу је живело 10833 становника. Насеље се налази на надморској висини од 148 м.

## Становништво
Према резултатима пописа становништва 2011. у општини је живело 11.270 становника.
| 1931. | 1936. | 1951. | 1961. | 1971. | 1981. | 1991. | 2001.  | 2011.  |
| ----- | ----- | ----- | ----- | ----- | ----- | ----- | ------ | ------ |
| 3.966 | 3.988 | 4.650 | 5.807 | 7.225 | 8.255 | 8.823 | 10.197 | 11.270 |